# Rhaphuma semiclathrata
Rhaphuma semiclathrata är en skalbaggsart som först beskrevs av Louis Alexandre Auguste Chevrolat 1863.  Rhaphuma semiclathrata ingår i släktet Rhaphuma och familjen långhorningar.
Artens utbredningsområde är Filippinerna. Inga underarter finns listade i Catalogue of Life.